# 네딤 레밀리
네딤 레밀리(프랑스어: Nedim Remili, 1995년 7월 18일~)은 프랑스의 핸드볼 선수로 포지션은 라이트백과 센터백이다. 현재 헝가리 넴제티 버이녹샤그 I의 베스프렘 KSE 소속으로 뛰고 있다. 
국제 대회에 프랑스 국가대표팀의 일원으로 참가하고 있으며 2020년 하계 올림픽에서 금메달을 획득했다. 또한 세계 선수권 대회에 4회 참가하여 우승 1회, 준우승 1회를 달성했다.